# Большой Разнокол
Большой Разнокол — хутор в муниципальном образовании город-курорт Анапа Краснодарского края России. Входит в состав Первомайского сельского округа.

## География
Хутор находится в западной части края

## История
Согласно Закону Краснодарского края от 1 апреля 2004 года № 676-КЗ Большой Разнокол вошёл в состав образованного муниципального образования город-курорт Анапа.

## Население
| 2002 | 2010 |
| ---- | ---- |
| 609  | ↗630 |

Национальный состав
Согласно результатам переписи 2002 года, в национальной структуре населения русские составляли 92 % от 609 жителей.

## Инфраструктура
Действует основная школа № 25, детский сад № 39 «Золотая рыбка», дом культуры

## Транспорт
Доступен автомобильный и железнодорожный транспорт.
Остановка общественного транспорта «Большой Разнокол».
Ближайшая железнодорожная станция — Юровский, находится в центре сельского округа — станице Юровка.